# Lista över östgötska spelmän
Lista över östgötska spelmän.

## Finspångs kommun

### Risinge
- Gustav Boström[1]
- Konrad Leonard Hellqvist[1]
- Bernhard Jakobsson[1]
- Johan Oskar Carlsson[1]
- Gustaf Andersson[1]
- Alfred Andersson[1]
- Erik Andersson[1]

### Godegård
- Abraham Hagholm[1]

### Skedevi
- Karl Strand[2]
- Carl August Lindblom

### Hällestad
- Anders Larsson (Anders i Sången)[1]

## Motala kommun

### Motala
- Anton Carlsson[1]
- Frans August Lindell[1]

## Norrköpings kommun

### Kvillinge
- Alvar Ingvaldsson och Bertil Ingvaldsson[1]
- Johan August Karlsson[1]
- Alexander Larsson[1]

### Borg
- Adolf Aronsson[1]

### Norrköping
- Ivar Hultqvist[1]
- Josef Alm[1]
- Alfred Wærner[1]

### Simonstorp
- Bilfeldt[1]

### Styrestad
- Nils Styrlander[2]

### Häradshammar
- Johan Frans Clarin[2]
- Olof Styrlander den yngre[2]
- Olof Styrlander den äldre[2]
- Sven Eriksson[2]

### Jonsberg
- Carl August Månsson[2]

### Rönö
- Arvid Bergvall[2]
- Pelle Fors[2]

### Vånga
- Nils[2]
- Anders Olsson[2]
- Tidlund[2]
- Hultgren[2]

### Skärkind
- Anders Höggren[2]
- NIklas Jonsson[2]

## Söderköpings kommun

### Söderköping
- Gustaf Törnfelt[2]

### Skällvik
- Fia Engström[2]
- Jakob Måne[2]

## Linköpings kommun

### Linköping
- Frans Emil Reinholdson[2]
- Nils Gustaf Viström[2]

### Sjögestad
- Nils Olsson[2]
- Per Söderbäck[2]

### Gammalkil
- Christina Jonsdotter[2]

### Vist
- Per Molander[2]

### Vårdsberg
- Fredrik Bernhard Lustig[2]

## Mjölby kommun

### Östra Tollstads socken
- Axel Napoleon Norling[2]
- Mjölnaren i Braxstadkvarnen[2]
- Johan Peter Jonsson[2]

### Hogstad
- Helge Svensson[2]
- Johan Adolfsson[2]
- Oskar Svensson[2]

## Boxholms kommun

### Åsbo
- Frans Oscar Persson[2]
- Fredrik i Sätra.[2]

### Ekeby
- Erik Vilhelm Wärme[2]
- Per Karlsson i Blåvik[2]
- Petter Persson i Ekeby[2]

## Vadstena kommun

### Orlunda
- Anders Petter Andersson[2]

## Åtvidabergs kommun

### Åtvid
- Oskar Svensson[2]
- Axel Emil Lundgren[2]
- Karl Bernhard Löfström[2]
- Elis Olof Asklöv[2]
- Karl Johan Lundgren
- Ernst Lundgren[2]
- Sven Fredrik Svensson[2]

## Kinda kommun

### Tjärstad
- Karl Gustaf Bergström[2]
- Frans Gustafsson[2]

### Kisa
- Alfred Köhler[2]
- Carl G. Lindqvist[2]
- Allan Manneberg[2]
- Carl Johan Nilsson[2]
- Eric Helmer Ericson[2]
- Fredrik W. Clarin[2]
- Jakob Johansson[2]
- Johan Vollin[2]
- Helena Månsdotter[2]

### Västra Eneby
- Carl Johan Manneberg[3]

### Horn
- Carl Gustaf Åstrand[2]
- Johan Axel Santesson[2]
- Pontus Vallin[2]
- Bodham Vallin[2]

### Hycklinge
- Lovisa Jonsdotter[2]
- Reinhold[2]
- Johan Horn[2]

### Tidersrum
- Per Johan Johansson[2]
- Sven Kjellberg[2]
- Lovisa Åstrand[2]

### Kättilstad
- Oskar Fredrik Velander[2]
- Petter Velander[2]
- Lars Magnus Lång.[2]
- Jon i Räckeskog.[2]
- Lars Löfgren[2]

## Ödeshögs kommun

### Stora Åby
- Hagman[2]

## Övriga
- August Fredin[2]
- Oskar i Glappa.[2]
- Karl Leonard Segerhammar[2]
- Nils Segerhammar[2]
- Gustaf Leonard Gustafsson[2]
- Kalle i Grönhult[2]
- Viktor Hansson[2]
- Boman[2]
- Jonas Persson i Hallingshult[2]
- Per August Issén
- Söderlund[2]
- Harpgubbe[2]